# Campeonato Peruano de Futebol de 2021 – Segunda Divisão
A Liga 2 de 2021 (oficialmente conhecida como Liga 2 de Fútbol Profesional del Perú 2021) foi a 69ª edição da segunda divisão do Campeonato Peruano de Futebol e a terceira com o nome de Liga 2. A competição esteve a cargo da Federação Peruana de Futebol (FPF), entidade máxima do futebol peruano, e foi disputada por 12 times. A temporada regular começou em 19 de maio e foi até 30 de setembro; e os playoffs foram de 5 de outubro até 15 de novembro. Além do título, o time campeão também foi promovido para a Primeira Divisão em 2022.

## Regulamento
A Liga 2 de 2021 foi disputada em uma fase regular e uma fase final. As Fases 1 e 2 foram formadas pelas 12 equipes que jogaram todas contra todas em 11 datas em cada fase de qualificação. Ao final do referido número de jogos, as equipes que ficaram na primeira e na segunda posição na tabela acumulada de pontos das duas fases se classificaram para a definição do campeonato que determinou a equipe que foi promovida diretamente à Liga 1 2022, enquanto os clubes da terceira à sexta colocação, junto com o perdedor da definição do título (ou na sua falta, o segundo colocado na tabela geral) avançou para a fase de Play-offs na qual foi definido o vice-campeão. Se a mesma equipe tivesse vencido as 2 fases, seria campeã e seria promovida diretamente.
Em caso de empate no número de pontos ganhos, critérios de desempate foram: 1) melhor saldo de gols; 2) mais gols pró (marcados); 3) Fair Play (menos cartões vermelhos e cartões amarelos); 4) sorteio.
Os play-offs foram compostos por repescagem, semifinal e final; a equipe colocada em segundo lugar ou perdedor do play-off do campeonato ia à final, e jogou essa instância com o vencedor dos play-offs anteriores. Em caso de igualdade na pontuação em qualquer fase mata-mata (e na repescagem), são critérios de desempate: 1) Saldo de gols, 2) prorrogação; 3) disputa de pênaltis. Por fim, assim como na temporada anterior, não teremos nenhum time rebaixado.

## Participantes

### Promovidos e rebaixados da temporada anterior

#### Promovidos da Liga 2
Em 27 de dezembro de 2020, o Alianza Atlético, da cidade de Sullana, foi o único time promovido à Liga 1, pondo fim a uma trajetória de quatro anos na segunda divisão, após derrotar o Juan Aurich, da cidade de Chiclayo, por 2–1 na prorrogação da grande decisão da Liga 2.

#### Rebaixados da Liga 1
O primeiro time a ser rebaixado da Liga 1 foi o Deportivo Llacuabamba. Seu rebaixamento foi confirmado em 21 de novembro de 2020, depois de ser derrotado pelo FBC Melgar por 4–0 em jogo da 8ª rodada da Fase 2 (Torneo Clausura), selando assim seu rebaixamento em sua primeira temporada na primeira divisão. Os dois últimos rebaixados da Liga 1 foram conhecidos em 28 de novembro de 2020, na última rodada do Torneo Clausura (Fase 2). O Alianza Lima dependia apenas dele mesmo para se salvar do descenso. No entanto, acabou perdendo por 2–0 para o Sport Huancayo e os resultados dos outros jogos da rodada também não o favoreceram. Foi a segunda vez que o Alianza Lima caiu para a categoria de acesso do futebol peruano, já que em 1938 terminou em sétimo lugar na então División de Honor (atual Primeira Divisão) e desceu. O Atlético Grau também foi rebaixado após empatar em 1–1 com o Alianza Universidad. A equipe de Piura, por sua vez, vinha vencendo o jogo contra o Alianza Universidad até os 34 minutos do segundo tempo, quando os huanuqueños marcaram o gol de empate e selaram o rebaixamento do rival.
Porém, em 17 de março de 2021, devido a uma decisão do TAS, o Carlos Stein perdeu dois pontos na tabela acumulada da temporada 2020, o que fez o time ser rebaixado de divisão e o Alianza Lima assumir seu lugar na primeira divisão, medida que foi confirmada pelo gerente geral da Liga 1 no dia seguinte, 18 de março.

### Informações dos clubes
| Time                  | Cidade (Província)             | Região      | Estádios (mando)               | Títulos (último)   |
| --------------------- | ------------------------------ | ----------- | ------------------------------ | ------------------ |
| Atlético Grau         | Piura (Piura)                  | Piura       | Municipal de Bernal            | 0 (nenhum)         |
| Carlos Stein          | José Leonardo Ortiz (Chiclayo) | Lambayeque  | César Flores Marigorda         | 0 (nenhum)         |
| Comerciantes Unidos   | Cutervo (Cutervo)              | Cajamarca   | Juan Maldonado Gamarra         | 1 (em 2015)        |
| Deportivo Coopsol     | Lima (Lima)                    | Lima        | Rómulo Shaw Cisneros (Chancay) | 0 (nenhum)         |
| Deportivo Llacuabamba | Parcoy (Patáz)                 | La Libertad | Comunal de Llacuabamba         | 0 (nenhum)         |
| Juan Aurich           | Chiclayo (Chiclayo)            | Lambayeque  | César Flores Marigorda         | 0 (nenhum)         |
| Los Chankas ⃰          | Andahuaylas (Andahuaylas)      | Apurímac    | Los Chankas                    | 0 (nenhum)         |
| Pirata FC             | Chiclayo (Chiclayo)            | Lambayeque  | Francisco Mendoza Pizarro      | 0 (nenhum)         |
| Santos F.C.           | Vista Alegre (Nazca)           | Ica         | Municipal de Nasca             | 0 (nenhum)         |
| Sport Chavelines      | Pacasmayo (Pacasmayo)          | Liberdade   | Municipal de Pacasmayo         | 0 (nenhum)         |
| Unión Comercio        | Nueva Cajamarca (Rioja)        | San Martín  | IPD de Moyobamba               | 0 (nenhum)         |
| Unión Huaral          | Huaral (Huaral)                | Lima        | Julio Lores Colán              | 3 (último em 2002) |

⃰ Mudou de nome de Cultural Santa Rosa para Los Chankas durante a competição

## Fase Regular

### Classificação
| Pos. | Equipes               | Pts | J | V | E | D | GP | GC | SG | Classificação                 |
| ---- | --------------------- | --- | - | - | - | - | -- | -- | -- | ----------------------------- |
| 1    | Atlético Grau         | 0   | 0 | 0 | 0 | 0 | 0  | 0  | 0  | Semifinal dos Playoffs        |
| 2    | Carlos Stein          | 0   | 0 | 0 | 0 | 0 | 0  | 0  | 0  | Semifinal dos Playoffs        |
| 3    | Comerciantes Unidos   | 0   | 0 | 0 | 0 | 0 | 0  | 0  | 0  | Quartas de final dos Playoffs |
| 4    | Los Chankas           | 0   | 0 | 0 | 0 | 0 | 0  | 0  | 0  | Quartas de final dos Playoffs |
| 5    | Deportivo Coopsol     | 0   | 0 | 0 | 0 | 0 | 0  | 0  | 0  |                               |
| 6    | Deportivo Llacuabamba | 0   | 0 | 0 | 0 | 0 | 0  | 0  | 0  |                               |
| 7    | Juan Aurich           | 0   | 0 | 0 | 0 | 0 | 0  | 0  | 0  |                               |
| 8    | Pirata FC             | 0   | 0 | 0 | 0 | 0 | 0  | 0  | 0  |                               |
| 9    | Santos FC             | 0   | 0 | 0 | 0 | 0 | 0  | 0  | 0  |                               |
| 10   | Sport Chavelines      | 0   | 0 | 0 | 0 | 0 | 0  | 0  | 0  |                               |
| 11   | Unión Comercio        | 0   | 0 | 0 | 0 | 0 | 0  | 0  | 0  |                               |
| 12   | Unión Huaral          | 0   | 0 | 0 | 0 | 0 | 0  | 0  | 0  |                               |

| Fonte: Soccerway ― Fútbolperuano ― Ovacion                                                                |
| Regras para classificação: 1) Pontos, 2) Saldo de gols, 3) Gols pró (marcados), 4) Fair Play, 5) Sorteio. |

### Resultados
| Mandante \ Visitante  | CAG | CST | COM | COO | LLA | JA | Los Chankas\|LCK | PIR | Santos FC\|SAN | CHA | UCO | HUA |
| --------------------- | --- | --- | --- | --- | --- | -- | ---------------- | --- | -------------- | --- | --- | --- |
| Atlético Grau         | —   |     |     |     |     |    |                  |     |                |     |     |     |
| Carlos Stein          |     | —   |     |     |     |    |                  |     |                |     |     |     |
| Comerciantes Unidos   |     |     | —   |     |     |    |                  |     |                |     |     |     |
| Deportivo Coopsol     |     |     |     | —   |     |    |                  |     |                |     |     |     |
| Deportivo Llacuabamba |     |     |     |     | —   |    |                  |     |                |     |     |     |
| Juan Aurich           |     |     |     |     |     | —  |                  |     |                |     |     |     |
| Los Chankas           |     |     |     |     |     |    | —                |     |                |     |     |     |
| Pirata FC             |     |     |     |     |     |    |                  | —   |                |     |     |     |
| Santos FC             |     |     |     |     |     |    |                  |     | —              |     |     |     |
| Sport Chavelines      |     |     |     |     |     |    |                  |     |                | —   |     |     |
| Unión Comercio        |     |     |     |     |     |    |                  |     |                |     | —   |     |
| Unión Huaral          |     |     |     |     |     |    |                  |     |                |     |     | —   |

## Fase final
|  | Preliminares | Preliminares | Preliminares | Preliminares | Preliminares |  |  | Semifinais | Semifinais     | Semifinais | Semifinais | Semifinais |  |  | Finais | Finais | Finais | Finais | Finais |
|  |              |              |              |              |              |  |  |            |                |            |            |            |  |  |        |        |        |        |        |
|  |              |              |              |              |              |  |  | 1          | 1º lugar       |            |            |            |  |  |        |        |        |        |        |
|  | 3            | 3º lugar     |              |              |              |  |  | ?          | 3º ou 6º lugar |            |            |            |  |  |        |        |        |        |        |
|  | 6            | 6º lugar     |              |              |              |  |  |            |                |            |            |            |  |  | ?      | ?      |        |        |        |
|  |              |              |              |              |              |  |  |            |                |            |            |            |  |  | ?      | ?      |        |        |        |
|  |              |              |              |              |              |  |  | 2          | 2º lugar       |            |            |            |  |  |        |        |        |        |        |
|  | 4            | 4 º lugar    |              |              |              |  |  | ?          | 4º ou 5º lugar |            |            |            |  |  |        |        |        |        |        |
|  | 5            | 5º lugar     |              |              |              |  |  |            |                |            |            |            |  |  |        |        |        |        |        |

### Quartas de final
| Chave | Equipe 1    | Total | Equipe 2    | Jogo 1 | Jogo 2 |
| ----- | ----------- | ----- | ----------- | ------ | ------ |
| 1     | 3º colocado | –     | 6º colocado | –      | –      |
| 2     | 4º colocado | –     | 5º colocado | –      | –      |

### Semifinal
| Chave | Equipe 1    | Total | Equipe 2            | Jogo 1 | Jogo 2 |
| ----- | ----------- | ----- | ------------------- | ------ | ------ |
| 3     | 1º colocado | –     | Ganhador da Chave 1 | –      | –      |
| 4     | 2º colocado | –     | Ganhador da Chave 2 | –      | –      |

### Final
| Chave | Equipe 1            | Total | Equipe 2            | Jogo 1 | Jogo 2 |
| ----- | ------------------- | ----- | ------------------- | ------ | ------ |
| 5     | Ganhador da Chave 3 | –     | Ganhador da Chave 4 | –      | –      |

## Premiação
| Campeonato Peruano de Futebol de 2021 Segunda Divisão Liga 2 |
| Peru                                                         |
| ------------------------------------------------------------ |
| Atlético Grau Campeão (1.º título)                           |

## Estatísticas

### Artilharia
| 0Gols0 | Jogador           | Clube               |
| ------ | ----------------- | ------------------- |
| 7      | Santiago Pallares | Atlético Grau       |
| 6      | Edis Ibargüen     | Unión Comercio      |
| 6      | Gerardo Freitas   | Carlos Stein        |
| 5      | Luis Aguirre      | Sport Chavelines    |
| 5      | Matías Sen        | Sport Chavelines    |
| 5      | Pedro Bautista    | Comerciantes Unidos |

| Fonte: Soccerway |